# Jozef Lieckens
Jozef Lieckens (Nijlen, 26 de marzo de 1959) fue un ciclista belga, profesional entre 1981 y 1991, cuyos mayores éxitos deportivos los logró en la Vuelta a España al conseguir dos victorias de etapa y la clasificación de metas volantes en la edición de 1984.

## Palmarés
| 1981 - G. P. de Fourmies - Circuito Franco-Belga, más 1 etapa - Kattekoers - París-Troyes - Ronde van de Kempen, más 3 etapas - Gante-Yeper 1982 - 1 etapa del Tour del Mediterráneo 1984 - 2 etapas de la Vuelta a España, más clasificación de las metas volantes 1985 - Clasificación de esprints intermedios del Tour de Francia - Tour de l'Oise, más 1 etapa - 1 etapa de la Vuelta a Bélgica - Grand Prix Jef Scherens | 1986 - 1 etapa de los Tres Días de La Panne - 1 etapa del Tour de Luxemburgo - 1 etapa de la Vuelta a Bélgica - G. P. de Fourmies - Grand Prix Jef Scherens - Circuito de las Ardenas Flamencas-Ichtegem 1987 - 2 etapas del Tour de Luxemburgo - 1 etapa de los Cuatro Días de Dunkerque 1988 - 1 etapa de los Cuatro Días de Dunkerque 1989 - 1 etapa de la Bicicleta Vasca |

### Resultados en el Tour de Francia
- 1985. 130.º de la clasificación general.
- 1986. 129.º de la clasificación general.
- 1987. 132.º de la clasificación general.

### Resultados en la Vuelta a España
- 1984. 73.º de la clasificación general.